# Sophie Amalie Moth

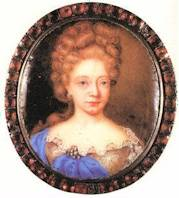
Sophie Amalie Moth, Gräfin von Samsø

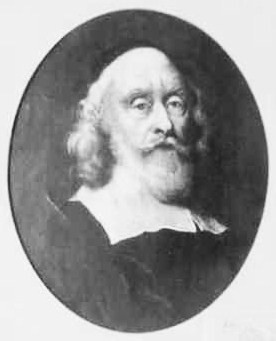
Ihr Vater, Dr. Paul (von) Moth, königlicher Leibarzt

Sophie Amalie Moth (* 28. März 1654 in Kopenhagen; † 17. Januar 1719 ebenda) war die Mätresse des dänisch-norwegischen Königs Christian V. (* 1646 ; † 1699) und wurde 1677 vom König zur Gräfin von Samsø erhoben.

## Herkunft
Sophie Amalie war die jüngste Tochter des königlichen Leibarztes Paul (von) Moth (1600–1670) und dessen Frau Ida Dorothea Bureneus (1624–1689). Sie wuchs gemeinsam mit ihren Geschwistern am Kopenhagener Hof auf und bekam von Gouvernanten eine für die Zeit entsprechende Erziehung.

## Königliche Romanze
Im Jahre 1669 fiel dem 22-jährigen Kronprinzen Christian die erst fünfzehnjährige Sophie Amalie auf, woraufhin er sie als seine ständige Mätresse annahm. Sophie war klug genug, Charlotte Amalie (1650–1714), der Gemahlin ihres Geliebten, der bereits kurze Zeit später König wurde, respektvoll zu begegnen. Offen ist, ob die Königin sich durch die Existenz einer Mätresse gekränkt fühlte oder ob sie realistisch genug war, das Faktum hinzunehmen. 1676 fiel der Premierminister Peder Schumacher Griffenfeld (1635–1699) in Ungnade und König Christian schenkte dessen Insel Samsø, die er ein Jahr zuvor von Gräfin Magdalena Gersdorff erhalten hatte, seiner Geliebten. Er verlieh ihr den Titel Gräfin von Samsø und gestattete ihr eine Apanage. Aus der Beziehung mit dem König gingen fünf Kinder hervor, die er alle 1679 öffentlich anerkannte und unter dem Namen Gyldenløve in den Grafenstand erhob.
Nach dem Tod des Königs lebte sie zurückgezogen auf ihrem Gut Jomfruens Egede in der Øster Egede Sogn auf Seeland, das sie bereits 1674 gekauft hatte. Dort starb sie 1719. Ihr jüngster Sohn, der sie als einziges ihrer Kinder überlebte, starb einen Monat nach ihr.

## Nachkommen
Aus der Beziehung mit König Christian V. gingen fünf Kinder hervor:
- Christiane (1672–1689) ⚭ 1686 Graf Friedrich von Ahlefeldt (1662–1708)
- Christian (1674–1703)

⚭ 1. 1696 Charlotte Amalie Gyldenløve, Gräfin Danneskjöld-Laurvig (1682–1699), Tochter des Grafen Ulrich Friedrich und Nichte König Christians V. Sie waren bereits als Kinder verlobt worden.
⚭ 2. 1701 Dorothea Krag af Jylland (1675–1754), die Witwe des Generals Jens Juel: Wegen der Abstammung und des Namens der ersten Ehefrau führten auch und führen bis heute die agnatischen Nachkommen aus dieser zweiten Ehe den Namen Danneskiold-Samsøe (während es nach dem Tod der Töchter aus erster Ehe keine Namensträger-Nachfahren aus erster Ehe mehr gab – allerdings gab und gibt es über eine Tochter auch Nachkommen der ersten Ehe im europäischen Hochadel, u. a. in den Häusern Schleswig-Holstein-Sonderburg-Augustenburg, Norwegen, Dänemark, Preußen, Hannover, Griechenland und Spanien).
- Sophie Christiane (1675–1684)
- Anna Christiane (1676–1689) wurde 1688 mit Graf Christian Detlev von Reventlow (1671–1738) verlobt, starb aber vor der Eheschließung.
- Ulrich Christian (1678–1719), Admiral ⚭ 1708 Charlotte Amalie Krabbe af Østergaard (1689–1709)

## Weitere familiäre Beziehungen
Am 8. Mai 1699 heiratete ihre Nichte Amalie Margarethe Moth (1683–1755), eine Tochter des Bruders Matthias (1649–1719), eines Arztes, Lexikographen und vom König geschätzten Regierungsbeamten, in Kopenhagen den Baron Christian Gyldenkrone (1676–1746), einen einflussreichen dänischen Politiker.